# Антибиотик
Антибиотиците (от старогръцки: ἀντί, „срещу“, и βίος, „живот“) са вид антисептични вещества, активни срещу бактерии. Те са основните антибактериални агенти в борбата срещу бактериалните инфекции, като антибиотични лекарства се използват широко в тяхното лечението и профилактика. Те могат да убиват или забавят размножаването на бактериите, а ограничен кръг антибиотици имат и антипротозойно действие. Антибиотиците не са ефективни срещу вируси, като тези на настинката и грипа, при които може да се използват антивирусни медикаменти.
Антибиотиците се използват от хората от древността, най-често под формата на различни плесени. Първото документирано свидетелство за използване на плесени за лечение на инфекции е на Джон Паркинсън от началото на XVII век, но антибиотиците предизвикват революция в медицината едва в средата на XX век. Александър Флеминг открива съвременния пеницилин през 1928 година и скоро той намира широко приложение през Втората световна война. Терминът „антибиотик“ е използван за пръв път през 1942 г. от американския микробиолог Селман Ваксман за вещества, извлечени от микроорганизми, които пречат на растежа на други микроорганизми.
През следващите десетилетия се разработват други антибиотици и се подобрява технологията за тяхното производство. С напредъка на медицинската химия днес повечето антибиотици са полусинтетични – получени с химична модификация на срещащи се в природата изходни вещества, като например групата на бета-лактамите, включваща пеницилините и цефалоспорините. Някои антибиотици, като аминогликозидите, все още се получават от живи организми, докато други се произвеждат по изцяло синтетичен път, например сулфонамидите и хинолоните.
Широката употреба на антибиотици предизвиква и еволюция на някои бактерии, които придобиват резистентност към тях, като броят на починалите в резултат на това явление се оценява на 1,27 милиона души.

## История
Преди началото на 20 век, лечението на инфекциозни заболявания е било базирано предимно на методи от народната медицина. Смеси с антимикробни свойства, използвани за лечение на инфекции са описани отпреди около 2000 години. Много древни култури като египетската и гръцката са използвали определени плесени, други растителни материали или техни екстракти за третиране на инфекции. Значително по-съвременни лабораторни наблюдения описват антимикробните свойства на химични вещества, продуцирани от микроорганизми. Луи Пастьор споделя, че „ако можем да използваме антагонизма, наблюдаван между различни бактерии, то той може би предлага най-голямата надежда за лечение“.
Терминът „антибиоза“, означаващ буквално „срещу живота“ е възприет за първи път от френския бактериолог Жан Пол Вюлемин за описването на действието на ранните антибактериални препарати. Антибиотични свойства са описани за първи път през 1877 година, когато Луи Пастьор и Роберт Кох наблюдават потискане на растежа на култура от Bacillus anthracis от присъствието на бактерии от същия род, постъпили от външната среда. Тези химични съединения, които потискат растежа на определени бактерии са наречени антибиотици от американския микробиолог Селман Ваксман през 1942 година.
Друг исторически факт посочва, че още през 1875 година Джон Тиндал описва антагонистичните свойства на гъби срещу определени бактерии. Изкуственият синтез и приложение на химични съединения за антибактериална терапия започва в Германия през късните 80-те години на 19 век, с опитите на Паул Ерлих. Ерлих забелязва, че определени багрила оцветяват единствено човешки, растителни или бактериални клетки, т.е. притежават определена селективност. Затова Паул Ерлих предлага идеята, за използването на селективни химични съединения, които могат да проникнат в бактериалната клетка, без да навреждат на човешките тъкани. След изпробването на стотици багрила срещу редица организми, Ерлих описва ново лекарство, което има антибактериални свойства – Салварзан, което днес е известно под името Арсфенамин.
След като тези първоначални опити бележат известен успех, редица учени продължават традицията за търсене на химични съединения с антибактериални свойства. През 1928 година, ключов експеримент, осъществен от Александър Флеминг показва, антибиоза срещу бактерии от страна на гъби от рода Penicillium. Флеминг постулира, че ефекта се дължи на присъствието на антибактериално химично съединение, което той нарича пеницилин. Флеминг характеризира това съединение и част от неговите биологични свойства, но не предприема по-нататъшни стъпки за практическото му приложение.
Първият сулфонамид или първият изкуствен промишлен антибиотик е пронтозил, разработен през 1932 година от научноизследователски екип, оглавяван от Герхард Домак в лабораториите на Байер в Германия. За това си откритие, Домак е удостоен с нобелова награда за физиология или медицина през 1939 година. Пронтозилът има относително широк ефект срещу Грам-положителни коки, но не и срещу ентеробактерии. Въпреки това, успехът, свързан с пронтозила, стимулира нови изследвания в областта. Откритието и разработката на сулфонамидните препарати води до развитието на нови насоки в производството на антибиотични вещества. През 1939 година, около Втората световна война, Рене Дюбос съобщава за откритието на първия естествен антибиотик грамицидин от Bacillus brevis. Това е и първият естествен антибиотик с промишлено производство и широко приложение. Грамицидинът е използван за лечение на инфектирани рани и стомашни проблеми по времето на Втората световна война. Изследванията върху антимикробните свойства през този период не са широко оповестявани поради самата война.
Флори и Чейн успяват да пречистят и първият антибиотик от пеницилиновата група през 1942 година – пеницилин Г прокаин, но резултатите не са оповестени до 1945 година. Пречистеният пеницилин притежава антибактериална активност срещу широк спектър от бактерии и се характеризира с ниска токсичност при хора. Допълнително предимство е, че пеницилина не се деактивира в присъствието на гной, какъвто е случаят със сулфонамидите. Откритието и пречистването на мощен антибиотик, като пеницилина е допълнителен стимул за развитието на изследванията на подобни химични съединения с висока ефективност и безопасност. За откриването и разработването на пеницилина, Александър Флеминг, Ернст Борис Чейн и Хауърд Флори са удостоени с нобелова награда за физиология или медицина през 1945 година. Флори изказва признание за работите на Дюбос върху систематичното търсене и целенасоченото изпробване на редица антибактериални съединения, което е довело до откритието на грамицидина, но е стимулирало Флори за разработката на пеницилин.

## Класификация
Антибиотиците обикновено се класифицират според техния начин на действие, химична структура или спектър на активност.
Според ефекта си върху микроорганизмите антибиотиците биват:
- бактерицидни – убиват бактериите, като увреждат клетъчната стена (пеницилини, цефалоспорини) или клетъчната мембрана (полимиксини), или възпрепятстват синтеза и дейността на важни бактериални ензими (хинолони, сулфонамиди)
- бактериостатични – прекратяват растежа и размножаването на бактериите, като увреждат синтеза на протеини (аминогликозиди, макролиди, тетрациклини)[28]

Според обхвата на действие антибиотиците биват:
- тесноспектърни – активни са срещу малки групи микроорганизми, например грамотрицателни или грамположителни бактерии;
- широкоспектърни – засягат широк кръг микроорганизми.

## Антибиотично лечение
Лечението с антибиотици може да бъде емпирично и специфично.
- емпиричното лечение се провежда, когато лекарят предполага бактериална инфекция, но не знае със сигурност причинителя и неговата чувствителност. Антибиотиците се назначават „на сляпо“, като се изхожда от предположението за най-вероятен причинител на болестта.
- специфичното лечение се провежда след изолиране на причинител и антибиотикограма
  - изолиране на причинител – някои телесни среди и секрети, като кръвта, урината, гръбначномозъчната течност, и други, нормално са стерилни. Изолирането на какъвто и да е микроорганизъм от тях означава наличие на инфекция и болест. Телесните секрети, които нормално са в досег с околната среда, като носен, гърлен и вагинален секрет, изпражненията, и други, нормално съдържат микроорганизми, някои от които са условно патогенни. Изолирането на микроорганизми от тях може да бъде показателно, но не е абсолютен признак за инфекция и болест;
  - антибиотикограмата е специфичен тест, който определя кои са най-ефективните антибиотици срещу конкретния причинител, който е изолиран от биологичния материал.

## Антибиотична съвместимост
Комбинирането на два или повече антибиотици „in vivo“ в организма може да има различни ефекти:
- адитивен – наслагване на противомикробната активност срещу различни причинители, без усилване на действието, в сравнение с разделното прилагане на антибиотиците;
- синергичен – наслагване и усилване на противомикробната активност, в сравнение с разделното им прилагане;
- антагонистичен – взаимно отслабване на противомикробната активност на антибиотиците.

## Антибиотична резистентност
Антибиотичната резистентност (устойчивост) на микроорганизмите възниква в резултат от широкото прилагане на антибиотиците в медицинската практика. Тя е вид еволюционно-адаптационен механизъм за приспособяване на бактериите към неблагоприятните условия на околната среда. В първите години след началото на употребата на антибиотици се счита, че те са панацея, която ще изкорени всички бактериални заболявания. Но само няколко години по-късно се установява антибиотична резистентност на микроорганизмите. Това е сериозен проблем, тъй като човешката цивилизация няма алтернатива на антибиотиците. Повишената антибиотична резистентност означава по-тежко протичане на бактериалните инфекции и по-висока смъртност от тях.

### Намаляване на ползването
Според книгата „The ICU Book“, „Първото правило на антибиотиците е да се опитате да не ги ползвате, а второто правило е да не ползвате твърде много от тях.“ Неподходящото антибиотично лечение и прекомерната употреба на антибиотици са допринесли за появата на резистентни на антибиотици бактерии. Самопредписването на антибиотици е пример за неправилна употреба. Много антибиотици често се предписват за лечение на симптоми или заболявания, които не се повлияват от антибиотици или които е вероятно да преминат без лечение. Също така за определени бактериални инфекции се предписват неправилни или неоптимални антибиотици. Прекомерната употреба на антибиотици, като пеницилин и еритромицин, се свързва с възникващата антибиотична резистентност от 1950-те. Широката употреба на антибиотици в болниците също е свързана с увеличаване на бактериалните щамове и видове, които вече не реагират на лечение с най-често срещаните антибиотици.

## Производство
С напредъка в медицинската химия, повечето съвременни антибактериални средства са полусинтетични модификации на различни естествени съединения. Такива, например, са бета-лактамните антибиотици, които включват пеницилините (произведени от гъбички от рода Penicillium), цефалоспорините и карбапенемите. Примери за съединения, които все още се получават от живи организми, са аминогликозидите, докато други антибактериални средства – например сулфонамидите, хинолоните и оксазолидиноните – се произвеждат единствено чрез химичен синтез. Много антибактериални съединения са относително малки молекули с молекулно тегло по-малко от 1000 далтона.
След първите усилия на Хауърд Флори и Чейн през 1939 г., значението на антибиотиците, включително антибактериалните медикаменти, за медицината води до интензивни изследвания с цел производство в големи мащаби. След проверка на антибактериални средства спрямо широк спектър от бактерии, производството на активните съединения се извършва чрез ферментация, обикновено при силно аеробни условия.